# Le Troisième Jour
 (octobre 2023).
Si vous disposez d'ouvrages ou d'articles de référence ou si vous connaissez des sites web de qualité traitant du thème abordé ici, merci de compléter l'article en donnant les références utiles à sa vérifiabilité et en les liant à la section « Notes et références ».
Le Troisième Jour est un roman de Jean de La Varende publié en 1947 aux éditions Grasset.

## Éditions
- Le Troisième Jour : Les Ressuscités, Paris, Grasset, 1947, 351 p.
- Le Troisième Jour : Les Ressuscités  (ill. Gaston de Sainte-Croix), Paris, La Belle Édition, 1947, 282 p., illustrations de Gaston de Sainte-Croix.
- Le Troisième Jour : Les Ressuscités  (ill. André Édouard Marty), Paris, H. Piazza, 1951, 301 p., illustrations d'André Édouard Marty.
- Le Troisième Jour : Les Ressuscités, Paris, le Livre de poche, 1972, 372 p.